# Criniger ndussumensis
El bulbul barbiblanco (Criniger ndussumensis) es una especie de ave paseriforme de la familia Pycnonotidae propia de África central. Anteriormente se consideró una subespecie del bulbul colirrojo.

## Distribución y hábitat
Se encuentra en Camerún, República Centroafricana, República del Congo, República Democrática del Congo, Costa de Marfil, Guinea Ecuatorial, Gabón, Ghana, Guinea, Liberia, Mali, Nigeria y Sierra Leona. Su hábitat natural es el bosque húmedo tropical.